# Jean Prodromidès
Jean Prodromidès (* 3. Juli 1927 in Neuilly-sur-Seine, Hauts-de-Seine, Frankreich; † 17. März 2016 in Paris) war ein französischer Komponist.

## Leben
Jean Prodromidès entstammte einer Familie griechischen Ursprungs. Sein Vater war Rechtsanwalt und Jean studierte sowohl Rechtswissenschaften als auch Musik, unter anderem bei Tony Aubin und Noël Gallon am Pariser Konservatorium. Während seiner anschließenden Zeit bei der Armee komponierte er Musik für Armeefilme und kam so mit der Filmmusik in Berührung. Obwohl er sich hauptsächlich auf lyrische und Theatermusik konzentrierte, debütierte Prodromidès 1956 in der von Norbert Carbonnaux inszenierten Filmkomödie Courte tête als Filmkomponist. 1990 wurde er als Nachfolger von Henri Sauguet in die Académie des Beaux-Arts gewählt.

## Filmografie (Auswahl)
- 1956: Courte tête
- 1959: Im Kittchen ist kein Zimmer frei (Archimède, le clochard)
- 1959: Maigret kennt kein Erbarmen (Maigret et l’affaire Saint-Fiacre)
- 1960: Die Reise im Ballon (Le voyage en ballon)
- 1960: Ein Herr ohne Kleingeld (Le baron de l’écluse)
- 1960: …und vor Lust zu sterben (Et mourir de plaisir)
- 1962: Madeleine und der Seemann (Le bateau d’Émile)
- 1964: Heimliche Freundschaften (Les Amitiés particulières)
- 1967: Der Millionen-Coup der Zwölf (Mise à sac)
- 1968: 24 Stunden aus dem Leben einer Frau (Vingt-quatre heures de la vie d’une femme)
- 1968: Außergewöhnliche Geschichten (Histoires extraordinaires)
- 1976: Lektion d’amour oder Die Tugend unserer Väter (L’éducation amoureuse de Valentin)
- 1983: Danton